# Sven Wingquist
Sven Gustaf Wingquist (Kumla, 10 december 1876 - Göteborg, 17 april 1953) was een Zweeds ingenieur, uitvinder en industrieel. Hij was medeoprichter van de Svenska Kullagerfabriken AB (SKF), tegenwoordig de grootste producent van kogellagers ter wereld. Sven Wingquist vond de zelfrichtende kogellager met meerdere rijen kogels uit, waarop hij in 1907 patent kreeg.
Ook stond Sven Wingquist als CEO van SKF aan de wieg van de ontwikkeling van het Volvo-concern, dat aanvankelijk begon met de ontwikkeling van personenauto's. Vanaf 1933 was hij ook deeltijd CEO van de Zweedse wapenfabrikant Bofors en vanaf 1941 tot zijn dood was hij CEO van Volvo Aero.

## Galerij

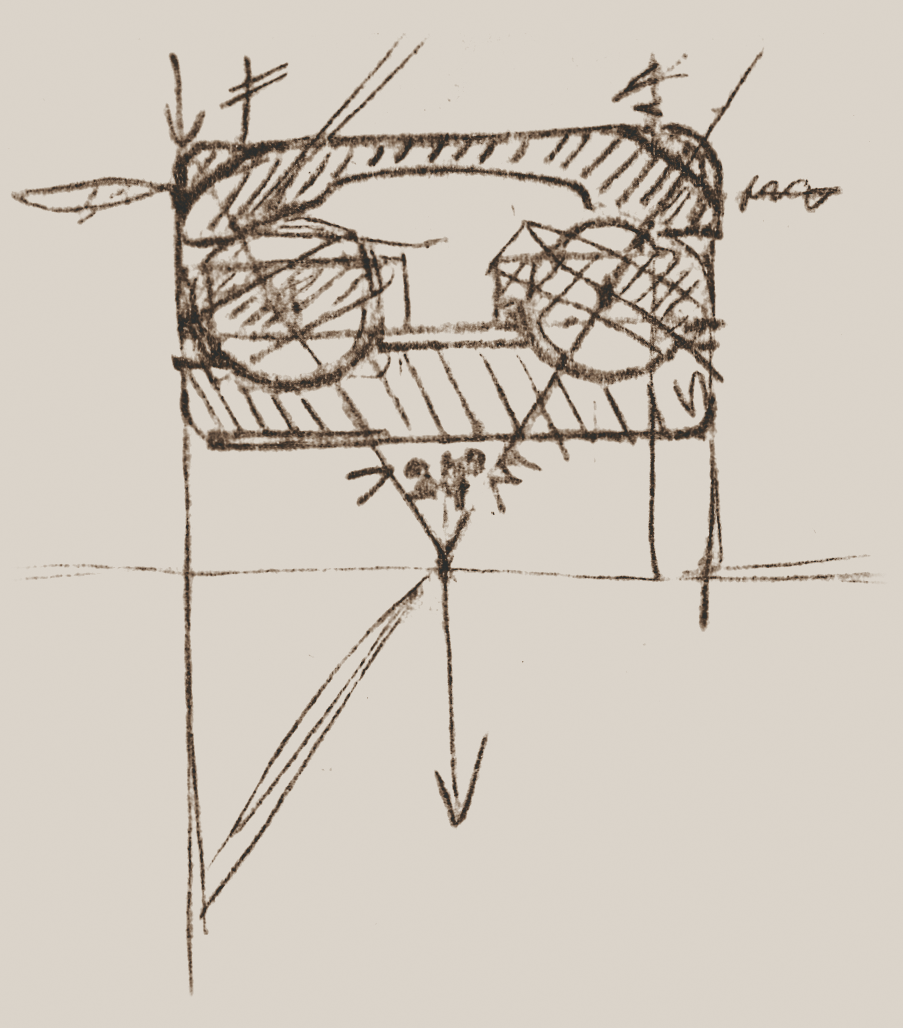
Vroege schets, rond 1906, door Sven Wingquist voor een zelfrichtende kogellager met een dubbele rij kogels.
Animatie van de zelfrichtende kogellager.
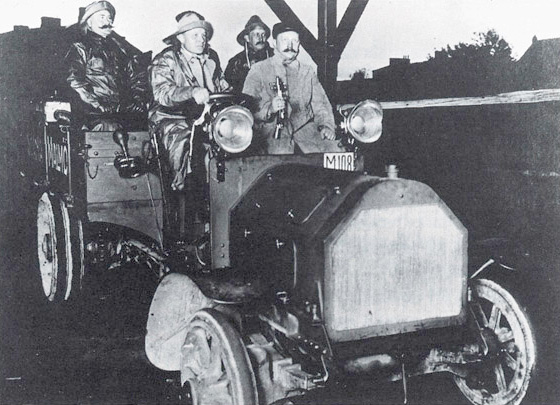
SKF kogellager veldtest met een Scania vrachtwagen in 1909. Sven Wingquist zit rechts op de achterbank.
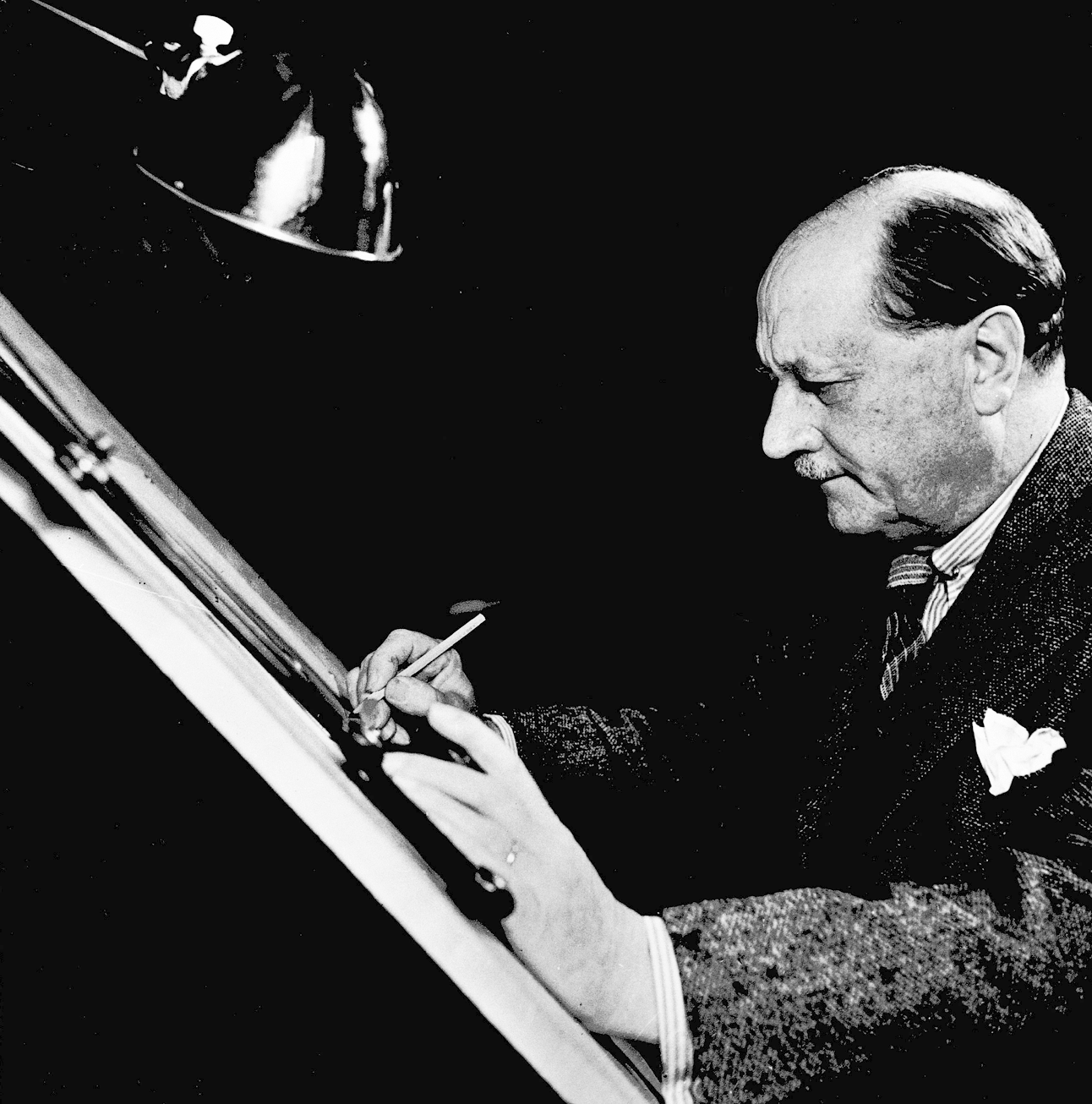
Sven Wingquist aan zijn ontwerptafel rond 1940.